# Brändöskär
Brändöskär är en ö i Lule skärgård, som genom en landtunga sitter ihop med Uddskär. Norr om ön ligger Hindersöharun. Den ligger i yttersta havsbandet vilket ger ön en speciell, karg, miljö. Brändöskär har fått sitt namn av att det tidigt varit ett fiskeläge för Brändön på fastlandet.
På Brändöskär ligger ett vackert fiskeläge med ett gammalt kapell, Brändö-Uddskärs kapell. På ön bodde och verkade konstnären Erik Marklund. 1957 lät han uppföra en Jesusstaty på ett litet skär, Hällgrundet, utanför ön. Den står kvar än idag och är synlig på långt håll vid klart väder. Även idag finns en konstnär, Ola Taube som har utställningar i sin ateljé på Brändöskär.
Till Brändöskär går på sommaren turtrafik från Luleå.
Brandöskär utgör också ett naturreservat med samma namn i Luleå kommun i Norrbottens län.

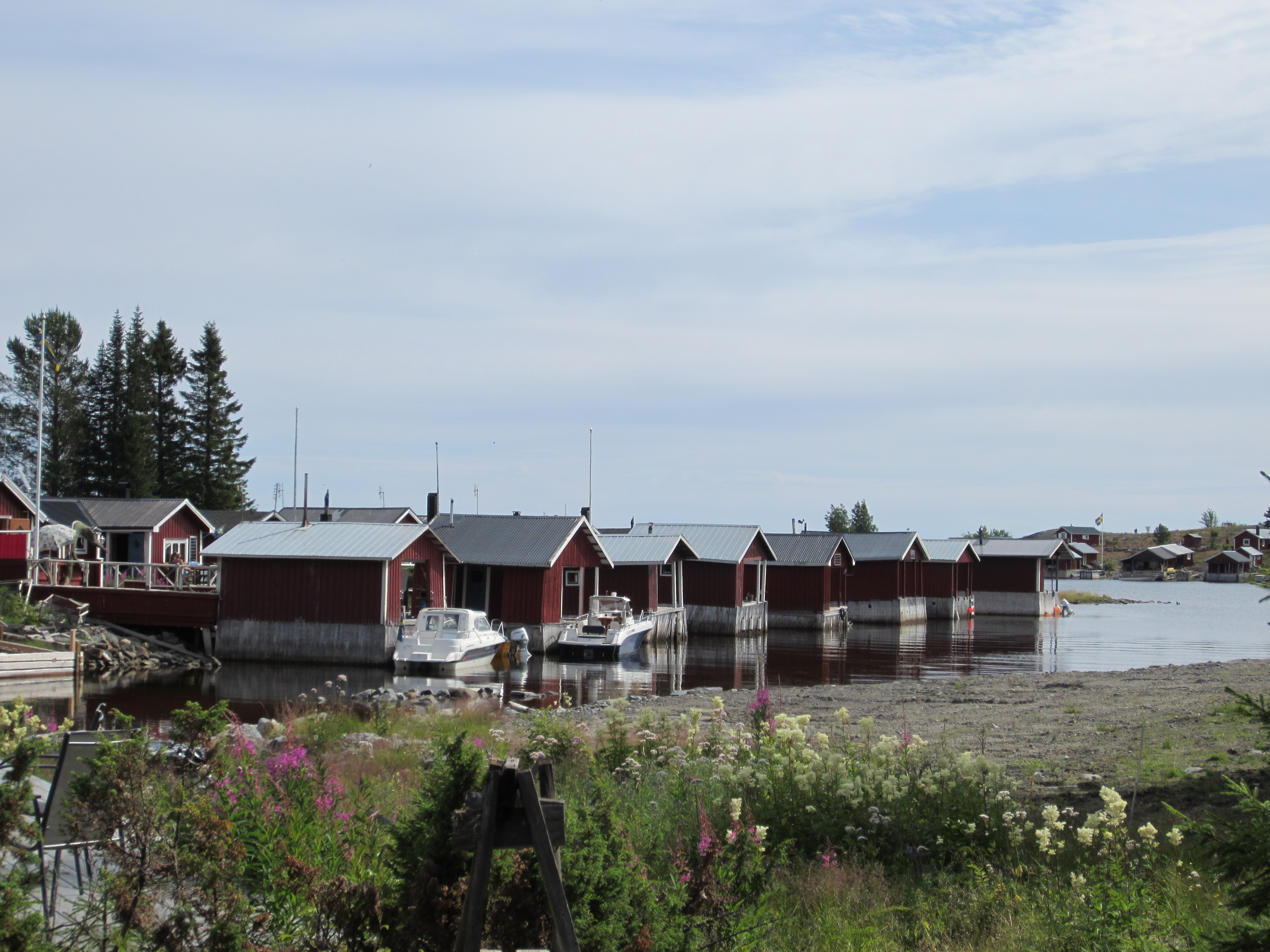
Gamla fiskestugor numera använda som fritidshus.
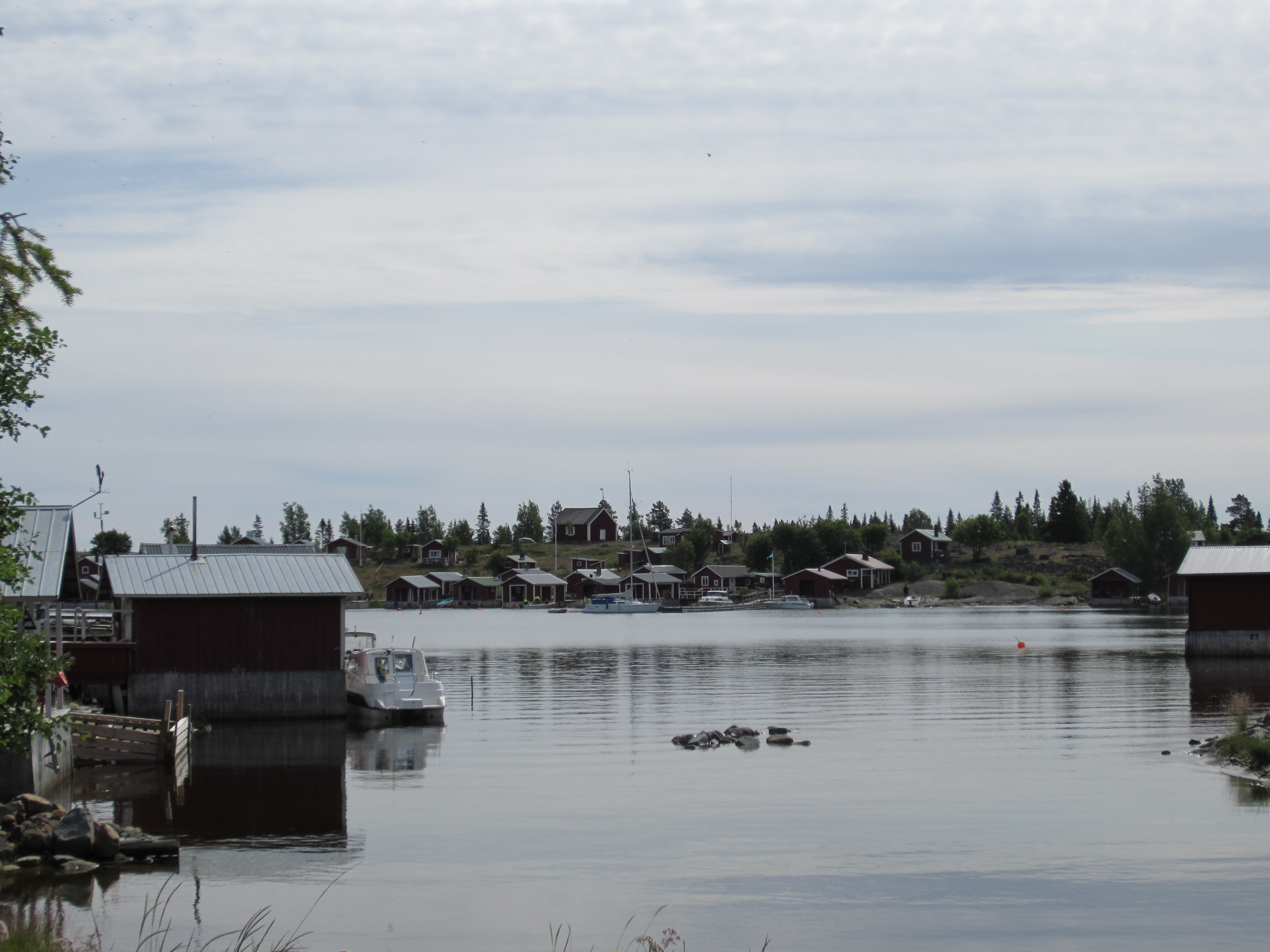
Gamla fiskestugor på Brändöskär som idag används som fritidshus. Brändöskär kapell kan ses på andra sidan viken på toppen av höjden.